# Else Berna

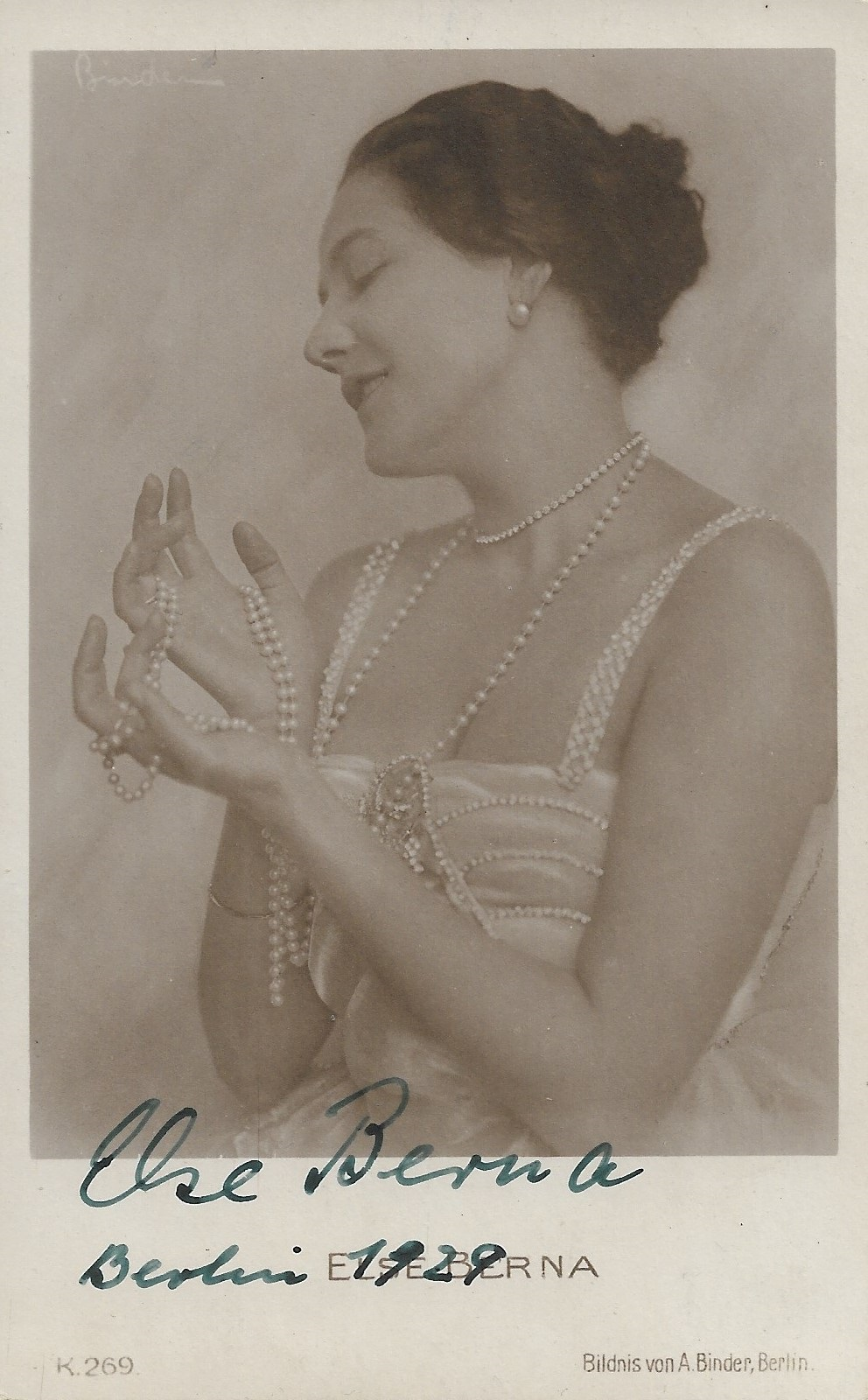
Handsigniertes Foto von Else Berna (Atelier Alexander Binder, Berlin)

Else Berna (auch Elsa Berna; * 5. November 1886 als Elsa Dörffel in Dresden; † 20. Mai 1935 in Berlin) war eine deutsche Sängerin sowie Theater- und Stummfilmschauspielerin.

## Leben und Wirken
Die Tochter des Schuhmachers Edmund Dörffel und seiner Frau Christiane, geb. Jahn, begann ihre Karriere 1902 – zunächst unter ihrem bürgerlichen Namen – am Residenz-Theater im heimatlichen Dresden. Bald darauf wechselte sie als Else Berna nach Berlin, wo sie bei Emmy Raabe-Burg am Stern’schen Konservatorium ihre Ausbildung als Opernsängerin erhielt. Berlin sollte auch in den nächsten Jahren ihre künstlerische Heimat bleiben. So war sie 1908 neben Claire Waldoff und Fritz Grünbaum im Ensemble des Kabaretts „Chat Noir“ zu sehen. In größeren Rollen wurde sie am Nollendorfer Theater, im Wintergarten, am Theater des Westens, am Metropol- sowie am Wallner-Theater besetzt, wo sie sowohl in klassischen Bühnenstücken als auch in Operetten zu sehen war. Anlässlich eines Auftritts in der Oscar-Straus-Operette Venus im Grünen kommentierte das Neue Wiener Tagblatt: „Else Berna, eine aufstrebende junge Künstlerin, schön und fesch, obendrein mit einer wohlgebildeten, warmen Stimme begabt [...]“.
Auch beim Film war sie mehrfach zu sehen. Ihren ersten nachweisbaren Auftritt absolvierte sie 1917 als Hauptdarstellerin im Gesellschaftsdrama Tuberosen, bei dem Georg Kaiser für das Drehbuch verantwortlich zeichnete. Von den Produktionen, in denen sie bis Mitte der 1920er Jahre zu sehen war, ist insbesondere Ernst Lubitschs Historienfilm Madame Dubarry zu erwähnen, worin sie den Part der Herzogin von Gramont übernahm, aber auch Der Galeerensträfling sowie eine frühe Regiearbeit Friedrich Wilhelm Murnaus, Satanas.
Daneben war sie weiter beim Theater aktiv, so 1921 am Wiener Carltheater in Faschingshochzeit. Sie „bestach durch die berückende Bühnenerscheinung, bewies aber auch darstellerische Begabung und sang mit gutgeschulter angenehmer Stimme.“
Die erfolgreichste Phase ihrer Bühnen- und Filmkarriere lässt sich zwar zwischen 1917 und 1924 erkennen, dennoch blieb sie bis kurz vor ihrem frühen Tod 1935 an der Bühne tätig, wobei sie insbesondere in Berlin, aber auch in Wien auftrat. Eine ihrer letzten Rollen hatte sie 1934 an der Wiener Scala in der Schwankoperette Lieber reich – aber glücklich an der Seite von Otto Wallburg, Harry Giese, Ery Bos und Baby Gray.
Max Slevogt porträtierte Else Berna 1908 als Dame in Braun. Das Ölgemälde befindet sich im Besitz der Kunstsammlungen Chemnitz.

## Filmografie
- 1917: Tuberosen
- 1918: Der König ihres Herzens
- 1919: Olaf Bernadotte
- 1919: Der Galeerensträfling (2 Teile)
- 1919: Freie Liebe
- 1919: Die Verführten
- 1919: Madame Dubarry
- 1920: Der Vampyr
- 1920: Satanas
- 1921: Pariserinnen
- 1922: Yvette, die Modeprinzessin
- 1923: Wenn Männer richten
- 1923: Nelly, die Braut ohne Mann

## Tonaufnahmen

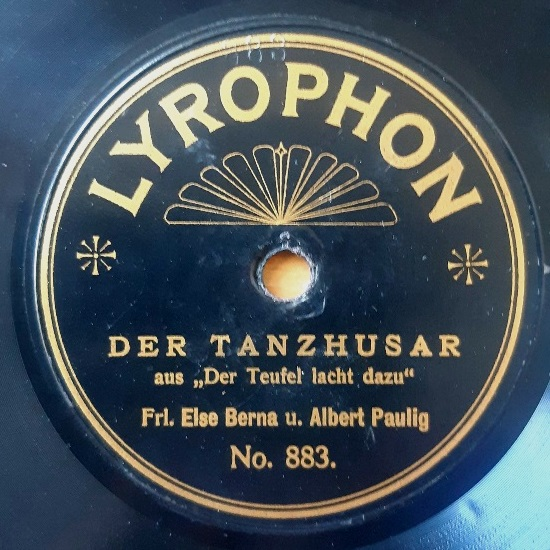
Lyrophon-Schallplatte von Else Berna und Albert Paulig (Berlin 1907)

Aus dem Jahr 1907 existiert eine Schallplatte des Labels Lyrophon, auf der Else Berna mit Albert Paulig Duette aus zwei Revuen von Victor Hollaender singt.